# William C. Boyd
William Clouser Boyd (ur. 4 marca 1903, zm. 19 lutego 1983) – amerykański naukowiec który w latach 30 XX wieku z żoną Lyle przeprowadził światowe badania dotyczące rozkładu grup krwi.
Odkrył, że grupy krwi są dziedziczne i nie podlegają otoczeniu. Analiza genetyczna grup krwi skłoniły go do stwierdzenia że rasy ludzi są populacjami różniącymi się allelami. Na tej podstawie podzielił światową populację na 13 geograficznie wyrażanych ras z różnymi profilami grup krwi.
Później odkrył lektyny w roślinach. Badał również grupy krwi mumii.

## Publikacje
- Rasy i ludzie (oryg. Races and People), Isaac Asimov i William C. Boyd, 1958.
- Genetics and the races of man: An introduction to modern physical anthropology, William C Boyd, 1950.